# Крутець (Грязовецький район)
Круте́ць (рос. Крутец) — присілок у складі Грязовецького району Вологодської області, Росія. Входить до складу Ком'янського сільського поселення.

## Населення
Населення — 11 осіб (2010; 17 у 2002).
Національний склад (станом на 2002 рік):
- росіяни — 94 %